# Leydigova buňka

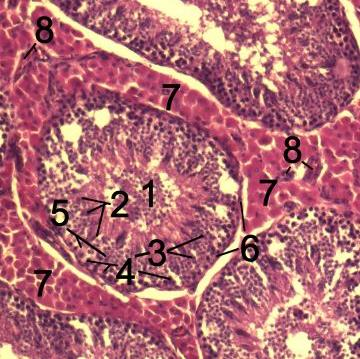
Preparát varlat prasete divokého; Leydigovy buňky (7) jsou evidentně mimo semenotvorné kanálky

Leydigova buňka (též intersticiální buňka, lat. glandulocyti testis) je typ vmezeřených buněk nacházejících se ve vazivových výplních mezi semenotvornými kanálky varlat. Ve varlatech se nejprve vyvíjí již ve vyvíjejícím se embryu, načež po narození zakrní a začnou být patrné zase až během puberty (vlivem hormonu LH se probudí k činnosti). Mají kulovitý nebo mnohostěnný tvar a eosinofilní cytoplazmu, v níž je velké množství tukových kapének.
Tyto buňky produkují pohlavní hormon testosteron (řazený mezi androgeny). Tím ovlivňují zrání spermií, vývoj pohlavních znaků a ovlivňují také produkci gonadotropních hormonů. Testosteron je v některých dalších tkáních měněn na dihydrotestosteron, který má ještě poněkud silnější účinky.